# Lehôtka pod Brehmi
Lehôtka pod Brehmi (bis 1973 slowakisch „Lehôtka pod Brehy“, älter „Lehotka pod Brehy“ und „Lehôtka Podbrehy“; ungarisch Apáthegyalja – bis 1892 Podbrehilehota, älter Podbrechlehota u. ä.) ist eine Gemeinde in der Mitte der Slowakei mit 397 Einwohnern (Stand 31. Dezember 2024), die zum Okres Žiar nad Hronom, einem Teil des Banskobystrický kraj, gehört.

## Geographie

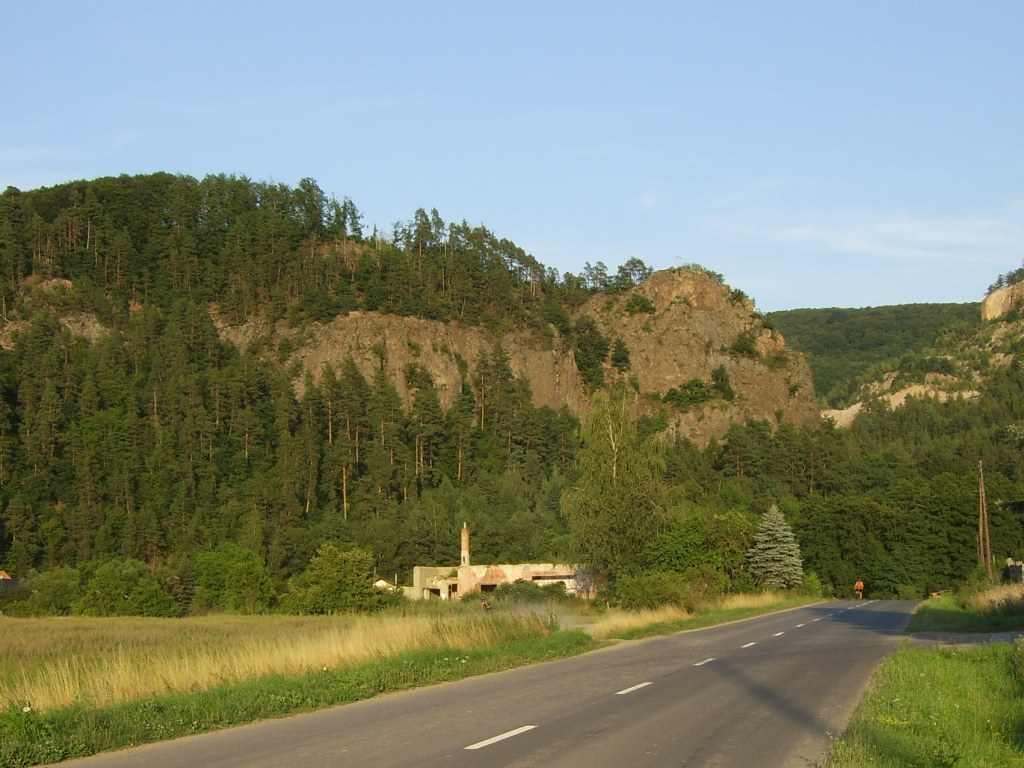
Naturreservat Szabóova skala bei Lehôtka pod Brehmi

Die Gemeinde befindet sich im Mittelteil des Talkessels Žiarska kotlina am rechten Ufer des Baches Teplá im Einzugsgebiet des Hron. Ein Teil des Gemeindegebiets liegt in den Schemnitzer Bergen. Oberhalb des Ortes erhebt sich die bis auf eine Höhe von 343 m n.m. ragende Rhyolith-Felsformation Szabóova skala, zugleich ein Naturreservat. Das Ortszentrum liegt auf einer Höhe von 239 m n.m. und ist neun Kilometer von Žiar nad Hronom entfernt.
Nachbargemeinden sind Lovča im Norden, Žiar nad Hronom (Stadtteil Horné Opatovce) im Nordosten, Sklené Teplice im Osten, Repište im Südosten und Hliník nad Hronom im Süden und Westen.

## Geschichte

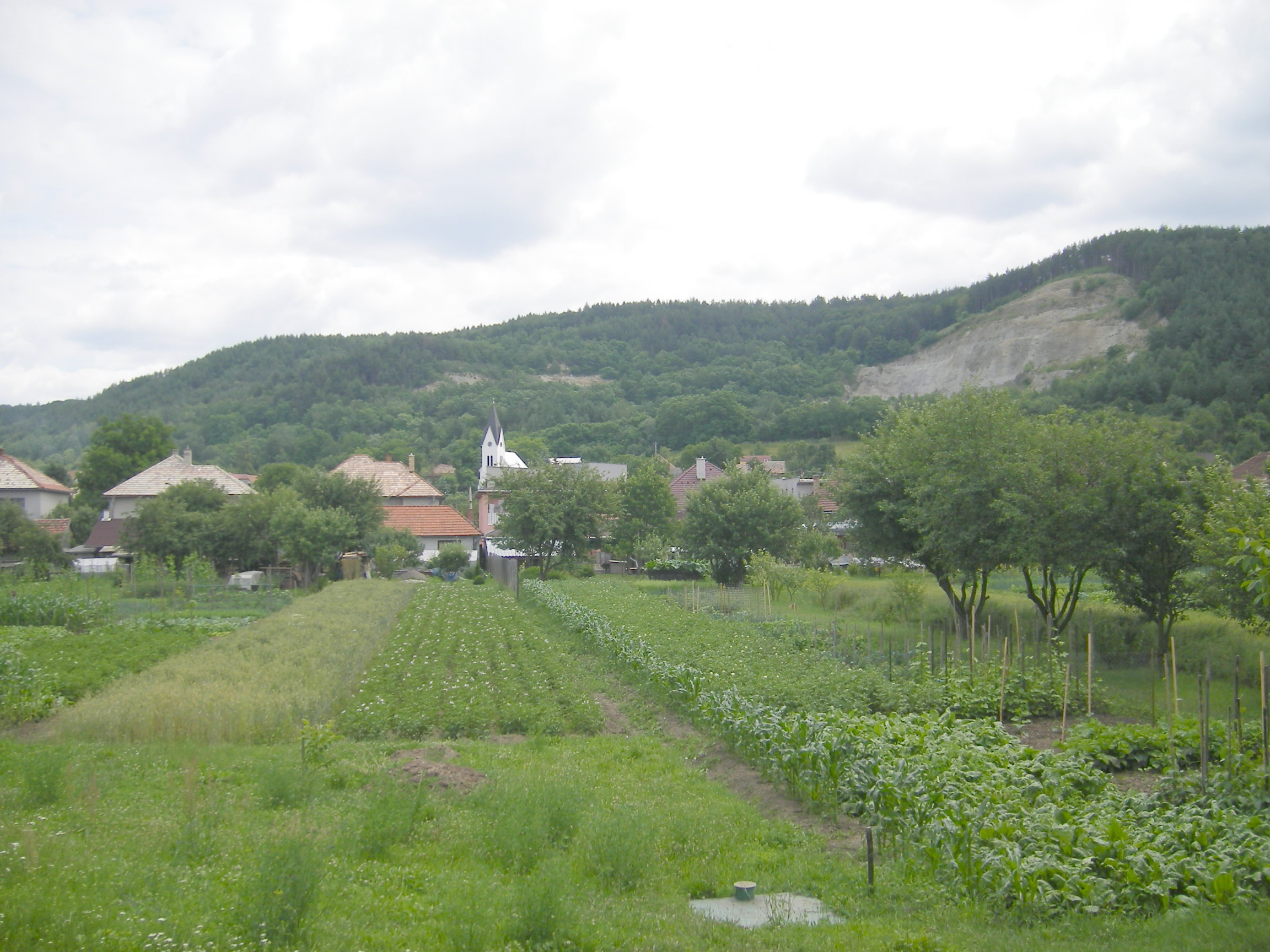
Ortsbild

Der Ort wurde zum ersten Mal 1391 als Lehotha schriftlich erwähnt und gehörte zum Herrschaftsgebiet der Burg Revište sowie zu einem Viertel zum Gut der Abtei in Hronský Beňadik. Nach dem Untergang der Abtei war das Dorf ab 1536 Besitz des Graner Kapitels, im 17. Jahrhundert der Bergkammer. 1828 zählte man 39 Häuser und 236 Einwohner.
Bis 1918 gehörte der im Komitat Bars liegende Ort zum Königreich Ungarn und kam danach zur Tschechoslowakei beziehungsweise heute Slowakei.

## Bevölkerung
| Jahr                | 1994 | 2004     | 2014     | 2024    |
| ------------------- | ---- | -------- | -------- | ------- |
| Anzahl der Personen | 324  | 372      | 414      | 397     |
| Unterschied         |      | +14,81 % | +11,29 % | −4,10 % |

| Jahr                | 2023 | 2024    |
| ------------------- | ---- | ------- |
| Anzahl der Personen | 398  | 397     |
| Unterschied         |      | −0,25 % |

Nach der Volkszählung 2011 wohnten in Lehôtka pod Brehmi 403 Einwohner, davon 337 Slowaken, 13 Roma sowie jeweils ein Magyare, Russe und Tscheche. 50 Einwohner machten keine Angabe zur Ethnie.
260 Einwohner bekannten sich zur römisch-katholischen Kirche, 22 Einwohner zur griechisch-katholischen Kirche, jeweils vier Einwohner zu den Brethren und zur Evangelischen Kirche A. B. sowie jeweils ein Einwohner zur Bahai-Religion, zur evangelisch-methodistischen Kirche und zur orthodoxen Kirche; zwei Einwohner bekannten sich zu einer anderen Konfession. 42 Einwohner waren konfessionslos und bei 66 Einwohnern wurde die Konfession nicht ermittelt.

## Bauwerke und Denkmäler
- römisch-katholische Herz-Jesu-Kirche aus dem Jahr 1913
- Statue des hl. Florian vor der Kirche aus dem Jahr 1826

## Verkehr
Bei Lehôtka pod Brehmi verläuft die Straße 1. Ordnung 65 auf der Teilstrecke zwischen Žarnovica und Žiar nad Hronom. Es besteht eine Anbindung an die Schnellstraße R1 über die Anschlussstelle Lehôtka pod Brehmi. Durch das Gemeindegebiet verläuft die Bahnstrecke Nové Zámky–Zvolen mit dem nächsten Bahnhof in Hliník nad Hronom.